# Parascorpaena bandanensis
Parascorpaena bandanensis és una espècie de peix pertanyent a la família dels escorpènids.

## Descripció
- Fa 10 cm de llargària màxima.[6][7]

## Hàbitat
És un peix marí, demersal i de clima tropical.

## Distribució geogràfica
Es troba al Pacífic occidental central: Papua Nova Guinea.

## Observacions
És inofensiu per als humans.